# Nicholson River (Ord River)
Der Nicholson River ist ein Fluss im Nordosten des australischen Bundesstaates Western Australia, bzw. in äußersten Nordwesten des Northern Territory. Er liegt größtenteils in der Region Kimberley.

## Geografie
Der Fluss entspringt in der Nähe des Koolerong Bore am Buntine Highway im Northern Territory an der Grenze zu Western Australia. Er fließt dann nach Südwesten und unterquert bei der Siedlung Nicholson die Duncan Road, der er dann nach Südwesten folgt. Nachdem er die Marella Gorge durchflossen hat, biegt er nach Norden ab und mündet am Südostrand des Purnululu-Nationalparks, unterhalb des Doughboy Hill, in den Ord River.

### Nebenflüsse mit Mündungshöhen
Nebenflüsse des Nicholson River sind:
- Two Mile Creek – 386 m
- Clean Skin Creek – 384 m
- Bull Creek – 379 m
- Five Mile Creek – 379 m
- Red Bank Creek – 369 m
- Flatstone Creek – 367 m
- Calico Creek – 360 m
- Candy Creek – 321 m
- Tyson Creek – 284 m
- Bamboo Creek – 269 m
- Wire Creek – 172 m